# Nell'erba alta (film)
Nell'erba alta (In the Tall Grass) è un film del 2019 scritto e diretto da Vincenzo Natali.
La pellicola si basa sull'omonimo racconto del 2012 di Stephen King e Joe Hill.

## Trama
Becky DeMuth e suo fratello Cal guidano lungo una strada del Kansas, in viaggio verso la California, a San Diego. Per via della gravidanza di lei, hanno necessità di fermarsi in mezzo alla campagna, in prossimità di una piccola chiesa. Mentre sono in sosta, sentono un ragazzino chiedere aiuto da dentro dell'erba alta. Becky fin da subito si accorge che c'è qualcosa di strano in quel campo, ma nonostante questo Cal parcheggia l'auto vicino alla chiesa e decidono di avventurarsi nell'erba. I due fratelli si separano all'ingresso del campo e non riuscendo più a ricongiungersi decidono di saltare per capire quanto sono lontani. Seppure non si siano spostati dopo il primo salto Cal appare molto più lontano quando salta per la seconda volta. Cal si fa prendere dal panico, mettendosi a correre in cerca della sorella finché non cade nel fango e vede il cadavere di un cane avvolto dalle mosche. I due fratelli decidono così di provare a incontrarsi prima di soccorrere Tobin, il ragazzino.
Cala la notte e Becky incontra Ross Humboldt, il padre di Tobin, un agente immobiliare che si offre di aiutarla, informandola che nel campo non ci si riesce a muovere in maniera normale. Di notte Cal non riesce più a sentire la voce della sorella e mentre si dispera viene raggiunto da Tobin. Il ragazzino porta con sé un corvo morto che usa per orientarsi, dato che il campo non sposta le cose morte. Tobin rivela a Cal che lui e la sua famiglia sono entrati nel campo attirati a loro volta da un uomo che chiedeva aiuto. Il ragazzino informa Cal del fatto che sua sorella è destinata a morire nel campo ma che nonostante questo può portarlo da lei. Nel frattempo mentre Ross la guida nell'erba alta, Becky viene aggredita da una donna. Cal viene condotto dal ragazzino in una radura dove l'erba non cresce, al centro della quale c'è una grossa roccia. Tobin cerca di convincere Cal a toccarla ma un attimo prima che succeda questo viene distratto dalle urla della sorella.
Di giorno Travis, il padre della bambina che Becky portava in grembo, arriva in Kansas alla ricerca della ragazza. Passando davanti alla chiesa nota la macchina di Cal piena di polvere nel parcheggio. Prova a cercarli nella chiesa ma trova solo una porta chiusa. Travis vede il libro di Becky sul ciglio della strada e si decide a cercarla nel campo. Avventuratosi nell'erba alta Travis annoda dei fasci d'erba dove passa e segue il sole, in modo da non perdersi, ma l'erba torna come prima e il campo lo sposta, facendolo perdere. Di notte Travis incontra Tobin il quale afferma di conoscerlo e di sapere dove si trova Becky. Il ragazzino conduce Travis attraverso l'erba fino al cadavere quasi decomposto della ragazza. Il mattino dopo Travis prende un ciondolo dal cadavere della fidanzata e allontanatosi sente delle voci provenire dall'esterno del campo. Le voci in questione sono di Tobin e della sua famiglia. Il ragazzino pare non ricordarsi di Travis e per inseguire il suo cane entra nell'erba alta. Natalie, sua madre e Ross fanno lo stesso, ignari di quello che li aspetta. Travis prova ad avvertire Ross e Natalie di non entrare, ma i due lo scambiano per un pervertito e si separano per trovare il figlio. Di notte Ross si è perso e raggiunge la roccia al centro della radura.
La scena iniziale in cui Becky e Cal vengono attirati nell'erba da Tobin si ripete, ma adesso vi assiste pure Travis, il quale dice al ragazzino di parlare in modo da incontrarsi da lui. Tobin, che ha trovato il suo cane morto, recita una filastrocca e viene trovato dai tre. Dopo essersi accertati che le cose nell'erba accadono senza un senso apparente, Travis prende Tobin in spalla e i quattro si avviano verso un edificio in mezzo all'erba. Durante il tragitto Becky soffre per i movimenti della bambina che porta in grembo e si fa toccare il ventre da Travis. Il cellulare di Becky riceve una chiamata da un numero sconosciuto. La linea è disturbata e non si sente molto altro se non "Cal" e delle urla. Il gruppo decide di sbrigarsi a raggiungere l'edificio. Più tardi Becky ha delle visioni riguardanti l'erba e la sua bambina e subito dopo perde i sensi. Ross arriva in soccorso della ragazza, rianimandola. Ross abbraccia suo figlio e propone di guidarli verso la strada. Travis prende Tobin sulle spalle ma questo afferma di non vedere più l'edificio.
Di notte Ross li conduce al cospetto della roccia al centro del campo che è, a detta sua, anche il centro degli interi Stati Uniti. Ross pretende che tutti tocchino la roccia mentre delira a proposito di redenzione. Cal sta per toccare le incisioni sulla roccia quando viene interrotto dalla comparsa della madre del ragazzino. Natalie afferma che il marito ha cercato di farle del male e che ha visto Becky morta. Quest'ultima ha una visione di Ross immerso nell'erba alta e dice di voler andarsene. Quando Travis minaccia Ross di usare le maniere forti, questo in preda al delirio gli sloga un braccio e uccide Natalie. Il gruppo riesce a scappare dall'uomo seguendo il cane di Tobin fino all'edificio. Qui Cal aiuta Travis a rimettersi a posto il braccio, ma poi tra i due nasce una colluttazione, interrotta solo dall'arrivo di Ross. Il gruppo sale sul tetto per scappare dall'uomo. Travis e Cal notano il cane scomparire dietro un ciuffo d'erba e ricomparire sulla strada. Quando Travis rischia di precipitare Cal lo afferra per la camicia ma poi lo lascia cadere nel vuoto. Raggiunti di nuovo da Ross i tre riescono a uscire dall'edificio ma quando la ragazza chiede di Travis al fratello e questo le risponde male, Becky capisce che è successo qualcosa e lo abbandona in mezzo all'erba. Cal viene raggiunto da Ross che lo atterra. Qui l'uomo gli spiega che nell'erba le persone fanno tutte le scelte possibili e lo strangola, mentre si vedono altri cadaveri, tutti di Cal.
Da in mezzo all'erba Becky e Travis, che è sopravvissuto alla caduta, si riavvicinano. Becky spiega al ragazzo che aveva intenzione di lasciare la figlia in adozione una volta che fosse nata, ma parlando con Travis si convince a tenerla. La ragazza viene catturata da Ross e dopo una breve colluttazione lo acceca e scappa. Mentre corre Becky viene circondata da delle creature che la sollevano e la portano nella radura della roccia. Qui la ragazza rischia di partorire e telefona a sé stessa, dicendosi di non permettere a Cal di far del male Travis, altrimenti non usciranno dal circolo vizioso in cui sono. Becky continua ad avere visioni mentre partorisce e vede la terra sotto la roccia aprirsi, rivelando migliaia di corpi intrappolati tra le radici. Al suo risveglio viene accudita da un Cal delirante che le dà da bere e da mangiare. Quando la ragazza riconosce il sapore del sangue si volta, vedendo un fagotto insanguinato e Cal che si rivela essere Ross. Travis raggiunge la ragazza e capisce che la bambina è morta. Arriva anche Tobin e afferma che il padre continuerà ad ucciderli all'infinito se non porranno fine alla sua vita.
L'uomo prova a uccidere Travis, soffocandolo nel fango e successivamente pugnalandolo con un osso. Quando Ross cattura suo figlio cercando di costringerlo a toccare la roccia, Becky lo acceca del tutto e Travis lo strangola con degli steli d'erba. Capendo di non poter fare nulla per salvare Becky, Travis decide di toccare la roccia, unendosi così al campo d'erba. Avendo acquisito la capacità di trovare l'uscita, Travis consegna a Tobin il ciondolo di Becky e gli dice di impedire a Cal e alla sorella di entrare nell'erba alta. Travis permette al ragazzino di uscire dall'erba e questo si ritrova nella chiesa davanti alla quale Cal aveva parcheggiato la macchina. Tobin esce dall'edificio e assiste alla scena iniziale, ma impedisce ai due di andare alla ricerca del bambino che urla da dentro il campo. Il ragazzino consegna alla ragazza il ciondolo affidatogli da Travis e la convince a richiamare il fratello. I tre salgono in macchina e Becky decide di tornare a casa e di tenersi la bambina. Nell'ultima scena Travis, soddisfatto per essere riuscito a spezzare il cerchio, si sdraia in mezzo all'erba e si lascia morire.

## Produzione
Il film è stato presentato in anteprima mondiale al Fantastic Fest il 20 settembre 2019 ed è stato distribuito il 4 ottobre dello stesso anno su Netflix.

### Riprese
Le riprese del film sono state effettuate in un vero campo dell'Ontario, in Canada.
Riguardo ai problemi riscontrati durante le riprese del film, il regista ha affermato che il problema principale incontrato dalla troupe riguardava il fatto che, quando Nell’erba alta ha ottenuto "luce verde" da Netflix, la squadra si trovava a girare le scene in tardo autunno, e l’erba non c'era neppure. Di conseguenza, non esisteva un campo in cui (fisicamente) poter camminare per capire come muoversi e girare una scena.